# Ingwiller
Ingwiller je občina v departmaju Bas-Rhin francoske regije Alzacija.
Leta 1990 je v občini živelo 3 753 oseb oz. 208 oseb/km².